# Villa Fornasari
Villa Fornasari, anche conosciuta come La Baita è una villa situata a Brunate. Fu progettata dall'architetto Federico Frigerio per volere dell'imprenditore comasco Arturo Stucchi tra il 1919 e il 1920.

## Storia
In luogo di un'antica baita rasa al suolo, il cavalier Arturo Stucchi, proprietario della ditta di seta "Edoardo Stucchi", commissionò la costruzione della villa al famoso architetto Federico Frigerio che completò i lavori tra il 1919 e il 1920. La data di inizio dei lavori è annotata sopra il grande camino interno mentre la data di fine è segnata a fianco delle due meridiane dipinte sui muri esterni. Sempre sul muro esterno, ancora oggi, è possibile vedere la scritta "La Baita", nome assegnato alla casa dal Cavalier Stucchi in omaggio alla moglie, Baita Maria.
Ben presto, la villa passò di proprietà al Conte Fornasari mentre, fino al 2024, la proprietà era detenuta da una società.
Il 2 aprile 2025 un devastante incendio, originatosi all'interno dello stabile, distrugge gran parte degli interni e danneggia parte delle mura perimetrali.
Sebbene lo stabile fosse disabitato, erano in corso delle attività di restauro.

## Stile
La villa Fornasari presenta uno stile eclettico con componenti liberty e neo-medioevali. La scelta di riprendere, all'altezza del 1919 quanto oramai il liberty conosceva il periodo del suo decadimento, caratteri dell'Art Nouveau intrecciati a un impianto neo-medievale dimostra la genialità e il brio del suo architetto. 
Ogni lato dei muri eterni presenta una prospettiva differente.
La fronte verso sud è divisa in tre parti: quella centrale in muratura, quella a sinistra con una veranda in legno e vetro mentre quella a destra presenta uno spazio aperto coperto da una crociera. 
Il lato ovest è invece dominato dall'ingresso principale protetto da un arco a sua volta sovrastato da uno sporto in mattoni rossi e legno.
Nel lato est, le mura esterne leggermente sfasate sono decorate da due differenti motivi decorativi: l'uno a quadretti rossi e bianchi e l'altro a semi losanghe blu e rosse. In questo lato sono presenti anche due piccole entrate secondarie.
Il lato nord presenta infine, un altro sporto di foggia medievale. 
L'insieme di caratteri medievali, citazioni e motti nascosti nelle decorazioni, così come il recupero di strutture canoniche quali crociere a volta e sporti in mattoni combinati con elementi originari e innovativi, rendono Villa Fornasari un modello esemplare della creativa e dell'estro creativo dell'architetto.

## Struttura
La villa è a base quadrata e si dispone su due piani, l'uno per il soggiorno, la sala da pranzo e lo studio e l'altro con le camere da letto. 